# Mohamed Saâd Alami
Pour les articles homonymes, voir Alami.
Mohamed Saâd Alami est né en avril 1948 à Chefchaouen (Maroc). Le 4 janvier 2010, il est nommé ministre délégué auprès du Premier ministre chargé de la Modernisation des Secteurs publics par Mohammed VI.

## Cycle universitaire
- En 1967, il est titulaire d'un diplôme de licence en droit à la Faculté de Rabat.
- En 1969, il est titulaire d'un diplôme supérieur de journalisme au Caire.
- En 1976, il est titulaire d'un DESS en sciences politiques à Rabat.
- En 1978, il est titulaire d'un DESS en relations internationales à Rabat.

## Vie politique
- En 1972, il a été un des fondateurs de la Ligue marocaine de défense des droits de l'homme et de l'Association des juristes marocains en 1973. Il a été également président de l'Association marocaine des conseillers communaux de 1984 à 1993.
- Il fut Secrétaire particulier auprès de Allal El Fassi de 1969 jusqu’à son décès en 1974. Écrivain, journaliste depuis les années 1960, il est fondateur et rédacteur en chef de la revue « Al Hadaf » en 1970.
- Élu membre du comité exécutif du Parti de l'Istiqlal en 1978 avant d'être réélu en 1982, 1989, 1998.
- Responsable de la rédaction de la page « Monde Islamique » parue au journal « Al Alam » de 1969 à 1977 il est membre de l’Union des écrivains du Maroc, membre fondateur de la Ligue Marocaine de la Défense des Droits de l’Homme (1972) et Secrétaire Général adjoint (1972-1980) puis Secrétaire Général de ladite ligue (1980-1986).
- Il est Président de la Commission des Affaires Sociales à la Chambre des Représentants de 1977 à 1982, 2e Vice-président de la Chambre des Représentants de 1982 à 1997, Vice-Président du Conseil de l’Union Parlementaire Arabe de 1984 à 1992 et Vice-Président de l'Organisme Fédéral de l'Union Arabo-Africaine lors de l’avènement de l’Union entre le Royaume du Maroc et la Libye.
- Élu député en juin 1977 à Chefchaouen, il a été réélu en 1984 et 1993.
- En 1997, il a été élu membre de la Chambre des conseillers.
- Il a été élu président du conseil municipal de Chefchaouen de 1983 en 1992 et en 1997.
- Il a été président du Conseil préfectoral de Chefchaouen de 1983 à 1992 et a été réélu au même poste en 1997. Il a été élu président du Conseil régional de Tanger-Tétouan de 1997 à 2000.
- Il a été membre du Conseil d'administration de l'Agence de promotion et de développement économique et social des préfectures et des provinces du Nord du Royaume de 1995 à 2000.
- Sous le Gouvernement Driss Jettou, il est nommé ministre chargé des Relations avec le Parlement.
- Le 15 octobre 2007, il est reconduit au même poste sous le Gouvernement Abbas El Fassi.
- Le 12 juin 2009, il est élu aux élections communales à Chefchaouen.
- Le 4 janvier 2010, il a été nommé ministre délégué auprès du Premier ministre chargé de la Modernisation des Secteurs publics dans le Gouvernement Abbas El Fassi par Mohammed VI.